# MacFlecknoe

MacFlecknoe est un poème satirique écrit par l'auteur anglais John Dryden en 1682, au cours de la Restauration anglaise et sous le règne de Charles II d'Angleterre. L'œuvre constitue une attaque directe contre Thomas Shadwell, un autre poète renommé de l'époque.
Le texte est le fruit d'une série de désaccords survenus entre Thomas Shadwell et Dryden. Shadwell se revendiquait en effet comme l'héritier spirituel direct de Ben Jonson et de ses comédies. Mais la poésie de Shadwell n'était pas de la même qualité que celle de son illustre prédécesseur, et il est par ailleurs possible que Dryden se soit fatigué d'entendre Shadwell lui reprocher continuellement de sous-estimer Jonson. Les deux hommes, en outre, étaient divisés politiquement, Dryden étant un Tory et Shadwell un Whig.
Le poème présente Shadwell comme l'héritier du « royaume de la médiocrité poétique », et l'associe avec Richard Flecknoe, un autre poète plus ancien que Dryden aimait tout aussi peu. Au lieu de critiquer sa cible, Dryden fait ironiquement de Shadwell les plus grands éloges, et la différence évidente existant entre le personnage fictif et le véritable Shadwell suffit à défendre sa thèse.
La multiplicité des allusions à la littérature du XVIIe siècle démontre la subtilité de la pensée critique de Dryden, et le fait qu'il tourne en dérision certaines de ses propres œuvres prouve qu'il entretenait un grand respect pour le genre de la parodie.